# Andrew Peterson
Andrew Peterson, né le 4 juin 1974 à Monticello dans l'Illinois, est un auteur-compositeur-interprète et un écrivain chrétien américain.
Peterson est le membre fondateur de Square Peg Alliance, un groupe d'auteurs-compositeurs chrétiens. Il a fait des tournées de concerts avec Caedmon's Call, Fernando Ortega, Michael Card, Sara Groves, Bebo Norman, Nichole Nordeman, Jill Phillips, Andrew Gullahorn, Ben Shive, Eric Peters et d'autres membres de Square Peg Alliance. En concert, il forme, avec les auteurs-compositeurs et producteurs Andy Gullahorn et Ben Shive, le groupe The Captains Courageous.

## Biographie
Fils d'un pasteur, Andrew Peterson passe son enfance dans la commune rurale de Monticello dans l'Illinois. Quand il a sept ans, sa famille déménage en Floride, d'où ses parents sont originaires. Après quelques années passées à Jacksonville sa famille s'installe à Lake Butler, dans le comté d'Union. Au cours de son adolescence, Peterson commence à apprendre le piano puis la guitare. Après le lycée, il rejoint la tournée du World Showcase dans lequel il joue aux claviers et à la guitare basse. Après la faillite du groupe, Andrew retourne à Lake Butler et prend un travail dans le télémarketing à Jacksonville. C'est à cette période qu'il connaît un regain de foi chrétienne et découvre la musique de Rich Mullins. Cela l'incite à fréquenter l'université chrétienne de Floride dont il sort diplômé en 1997. Il y rencontre sa femme Jamie. 

## Carrière musicale
En 1996, Andrew Peterson commence une tournée à travers l'Amérique avec sa femme Jamie et le guitariste Gabe Scott. Peterson doit sortir un album mais n'a aucun contrat. Un jour, Derek Webb, le guitariste et chanteur principal de Caedmon's Call, visite son site web et, impressionné par son contenu, il invite Peterson à faire la première partie du prochain spectacle de son groupe. Les membres du groupe, convaincus par son concert, l'invitent à participer à leur tournée de 1998.
Cela permet à Peterson de signer en 1999 avec Watershed/Essential Records. Son premier album, Carried Along, sort en 2000. L'album est mentionné dans le Top 10 des albums de 2000 de CCM Magazine, dans celui du classement des meilleurs albums chrétiens contemporains de SoundScan et dans le top des meilleures ventes sur Internet de Billboard. Il inclut le single Nothing to Say qui faisait alors partie du top 10 des radios.
Le deuxième album d'Andrew Peterson, Clear to Venus sort le 11 septembre 2001. Andrew Peterson consacre les mois suivants à jouer dans des églises pour redonner espoir à une nation traumatisée par les attentats.
Le suivant, Love and Thunder, sort en 2003, et inclut les participations d'Alison Krauss, Cliff Young (Caedmon's Call) et Randall Goodgame. Il est produit par Steve Hindalong, un ancien lauréat des Dove Awards. La même année, Andrew Peterson participe comme narrateur à la version audio de la nouvelle de Ray Blackston, Flabbergasted, et Caedmon's Call enregistra Mystery of Mercy, une chanson co-écrite par Peterson et Randall Goodgame, pour leur album Back Home.
En 2004, la chanson Family Man, extraite de l'album Love and Thunder, est nommée aux 35e Dove Awards, dans la catégorie « chanson country de l'année. » Peterson sort également un album de Noël, Behold the Lamb of God: The True Tall Tale of the Coming of Christ. Peterson et plusieurs de ses amis musiciens de la région de Nashville interprètent les chansons de cet album au cours de la tournée qui suit. Parmi les musiciens impliqués dans cette tournée, on trouve Ron Block, Todd Bragg (Caedmon's Call), Garett Buell (Caedmon's Call), Cason Cooley, Sara Groves, Andrew Gullahorn, Phil Keaggy, Sandra McCracken, Bebo Norman, Fernando Ortega, Andrew Osenga, Eric Peters, Pierce Pettis, Jill Phillips, Gabe Scott, Ben Shive, Jason Gray, Matthew Perryman Jones, Brandon Heath, David Wilcox et Derek Webb (Caedmon's Call). La tournée se prolonge tous les ans par un concert au Ryman Auditorium de Nashville.
En 2005, Peterson sort The Far Country et Appendix A: Bootlegs and B Sides.
En 2006, il travaille avec son ami Randall Goodgame sur la sortie de Slugs & Bugs & Lullabies, un album pour enfants. Deux pistes de cet album sont utilisées dans le nouvel épisode de la série VeggieTales intitulé The Wonderful Wizard of Ha's. Peterson interprète la chanson Arise, Arise sur Songs from the Voice, Vol. 2: Son of the Most High, une compilation produite par Don Chaffer, du groupe Waterdeep. La même année, Michael Card enregistre une des compositions d'Andrew Peterson, The Silence of God, sur son album The Hidden Face of God. Peterson avait été invité en de multiples occasions dans l'émission radio de Card.
En 2007, Peterson sort en indépendant Appendix M: Media / Music / Movies, un EP contenant des versions live, des demos originales et des morceaux rares. La même année, Randy Travis enregistre une composition d'Andrew Peterson, Labor of Love, sur son album de Noël Home for the Holidays.
En juillet 2008, Andrew Peterson signe avec le label chrétien Centricity Music. Le 21 octobre 2008, Peterson sort Resurrection Letters, Volume 2, une collection de chansons sur la signification de la résurrection de Jésus-Christ à l'époque actuelle. L'album est alors classé 9e dans le classement Billboard 200 des albums chrétiens.
En août 2010, Peterson sort Counting Stars qui s'installe à la 7e place du classement Billboard des albums chrétiens. La chanson Dancing in the Minefields, extraite de cet album, atteint la 13e la garde pendant 19 semaines.
Le 24 août 2012, Andrew Peterson sort l'album Light for the Lost Boy.

## Écriture
En 2007, Andrew Peterson publie The Ballad of Matthew's Begats illustré par Cory Godbey. C'est un livre pour enfants basé sur la chanson du même nom incluse dans le concert de Noël annuel de Peterson, Behold the Lamb of God: The True Tall Tale of the Coming of Christ.
Peterson a également commencé la rédaction d'une série de romans d'aventures et d'heroic fantasy pour jeunes adultes intitulée The Wingfeather Saga publiée par Waterbrook Press, une filiale de Random House. Le premier opus, On the Edge of the Dark Sea of Darkness, est sorti aux États-Unis le 18 mars 2008,. Le deuxième tome, North! Or Be Eaten, est sorti le 18 août 2009 et le troisième, The Monster in the Hollows, en mai 2011. La série doit se terminer par un quatrième volume à paraître, The Warden and the Wolf King. La publication de ce roman a rassemblé les fonds nécessaires sur la plate-forme de financement participatif Kickstarter en août 2013 et devrait sortir au printemps 2014.

## Vie personnelle
Il habite près de Nashville dans le Tennessee avec sa femme, ses deux fils Aedan et Asher et sa fille Skye.

## Discographie

### Albums studio
- Walk (1996)
- Carried Along (2000)
- Clear to Venus (2001)
- Love and Thunder (2003)
- Behold the Lamb of God (2004)
- The Far Country (2005)
- Slugs & Bugs & Lullabies (2006) (avec Randall Goodgame)
- Resurrection Letters, Volume Two (2008)
- Counting Stars (2010)
- Light for the Lost Boy (2012)

### Compilations
- Appendix A: Bootlegs and B Sides (2005)
- Behold the Lamb of God: 10th Anniversary Edition (2009)

### EP
- Appendix M: Media/Music/Movies (2007)

### Live
- Appendix C: Live with the Captains Courageous (2009)
- Above These City Lights (2011)

### Singles
- 2000 : Nothing to Say
- 2004 : Family Man
- 2010 : Dancing in the Minefields
- 2012 : Rest Easy

### Vidéo
- 2005 : Behold the Lamb of God Live (DVD)